# Atanycolus longifemoralis
Atanycolus longifemoralis är en stekelart som beskrevs av Roy D. Shenefelt 1943. Atanycolus longifemoralis ingår i släktet Atanycolus och familjen bracksteklar. Inga underarter finns listade.